# (32019) Krithikaiyer
(32019) Krithikaiyer est un astéroïde de la ceinture principale.

## Description
(32019) Krithikaiyer est un astéroïde de la ceinture principale. Il fut découvert le 29 avril 2000 à Socorro (Nouveau-Mexique) par le projet LINEAR. Il présente une orbite caractérisée par un demi-grand axe de 2,56 UA, une excentricité de 0,09 et une inclinaison de 2,0° par rapport à l'écliptique.

## Compléments